# فرانتس آپینوس
فرانتس آپینوس (انگلیسی: Franz Aepinus؛ زاده ۱۳ دسامبر ۱۷۲۴ درگذشته ۱۰ اوت ۱۸۰۲) دانشمندی از آلمان.